# Fußball-Europameisterschaft der Frauen 2013/Schweden
Dieser Artikel behandelt die schwedische Nationalmannschaft bei der Fußball-Europameisterschaft der Frauen 2013 in Schweden. Als „Gastgeberinnen“ musste die Auswahlmannschaft keine Qualifikation bestreiten.

## Vorbereitung
Die Länderspielsaison begann für die schwedische Auswahl mit der Teilnahme am jährlich stattfindenden Algarve-Cup in Portugal. Dort blieb die Mannschaft zwar im gesamten Turnierverlauf ohne Niederlage nach Ende der regulären Spielzeit, dennoch reichte es nach einem Sieg und zwei Unentschieden in der Gruppenphase hinter der Auswahl der Vereinigten Staaten nur zum Spiel um den dritten Platz, das gegen Norwegen im Elfmeterschießen verloren ging. Dennoch stellten die Schwedinnen mit der dreifach erfolgreichen Kosovare Asllani, die gleichauf mit der US-Amerikanerin Alex Morgan lag, die Torschützenkönigin.
Nach einem Testländerspiel gegen Island im April, das durch zwei Tore von Lotta Schelin mit einem 2:0-Erfolg endete, begann im Juni die erste Vorbereitungsphase zur finalen Findung des Mannschaftskaders. Am 1. Juni traf die Auswahl hierbei auf Norwegen und revanchierte sich mit einem 2:1-Erfolg für die Niederlage im Frühjahr, am 19. Juni stand ein Aufeinandertreffen mit Brasilien auf der Agenda, das 1:1 endete. Wenige Tage vor dem Endrunden-Auftaktspiel gegen Dänemark am 10. Juli traf die Auswahl zum abschließenden Vorbereitungsspiel am 4. Juli auf die englische Frauen-Auswahl und gewann mit 4:1.

## Aufgebot
Im gesamten Jahresverlauf kamen unter Auswahltrainerin Pia Sundhage 24 Spielerinnen (Stand 1. Juni 2013) in der Auswahlmannschaft zum Einsatz. Bereits im April musste Emma Berglund von Umeå IK, die bis dahin in allen fünf Länderspielen des Jahres mitgewirkt hatte, aufgrund eines Kreuzbandrisses absagen. Ende Mai folgte ein weiterer Ausfall, als ihre Vereinskameradin Hanna Folkesson mit einer in der Vorbereitung auf das Norwegen-Länderspiel erlittenen Bänderverletzung ebenfalls die Turnierteilnahme absagen musste. Sundhage reagierte wenige Tage darauf mit der Nachnominierung der Nachwuchsnationalspielerinnen Marija Banušić und Lina Hurtig für das Brasilienländerspiel, um ihnen den Sprung in den EM-Kader zu ermöglichen.
Sechs Tage nach dem 1:1-Unentschieden gegen Brasilien gab Sundhage ihren finalen Kader für die Endrunde bekannt. Dabei verzichtete sie auf die beiden Nachwuchsspielerinnen, stattdessen gehörten Jenny Hjohlman und Therese Sjögran zu den 23 ausgewählten Spielerinnen. Insbesondere die Nominierung der 182-fachen Nationalspielerin Sjögran überraschte, da sie verletzungsbedingt längere Zeit ausgefallen war und in der Zeit vor der Endrunde selbst bei ihrem Klub LdB FC Malmö keinen Stammplatz mehr erkämpfen konnte. Nach eigenen Angaben hatte sie, letztmals im März 2012 für die Landesauswahl im Einsatz, nicht damit gerechnet und sich bereits als Zuschauerin Endrundentickets besorgt. Sundhage begründete die Nominierung insbesondere mit ihrer Routine und Erfahrung. Mit einem Durchschnittsalter von 27,8 Jahren (bei Turnierbeginn) ist der schwedische Kader der älteste aller EM-Teilnehmer.
| Nr.                    | Name                | Verein                  | Länderspiele (Tore) (a)0 | Geburtstag         | Sp.       | Tor       | Gelbe Karte | Gelb-Rote Karte | Rote Karte |           |           |
| Torfrauen              | Torfrauen           | Torfrauen               | Torfrauen                | Torfrauen          | Torfrauen | Torfrauen | Torfrauen   | Torfrauen       | Torfrauen  | Torfrauen | Torfrauen |
| ---------------------- | ------------------- | ----------------------- | ------------------------ | ------------------ | --------- | --------- | ----------- | --------------- | ---------- | --------- | --------- |
| 01                     | Kristin Hammarström | Kopparbergs/Göteborg FC | 027 0(0)                 | 29. März 1982      | 5         | 0         | 0           | 0               | 0          |           |           |
| 12                     | Hedvig Lindahl      | Kristianstads DFF       | 091 0(0)                 | 29. April 1983     | 0         | 0         | 0           | 0               | 0          |           |           |
| 21                     | Sofia Lundgren      | Linköpings FC           | 030 0(0)                 | 20. September 1982 | 0         | 0         | 0           | 0               | 0          |           |           |
| Abwehrspielerinnen     |                     |                         |                          |                    |           |           |             |                 |            |           |           |
| 05                     | Nilla Fischer       | Linköpings FC           | 107 (18)                 | 2. August 1984     | 5         | 3         | 1/1         | 0               | 0          |           |           |
| 04                     | Amanda Ilestedt     | LdB FC Malmö            | 01 0(0)                  | 17. Januar 1993    | 0         | 0         | 0           | 0               | 0          |           |           |
| 16                     | Lina Nilsson        | LdB FC Malmö            | 046 0(0)                 | 17. Juni 1987      | 2         | 0         | 0           | 0               | 0          |           |           |
| 02                     | Charlotte Rohlin    | Linköpings FC           | 066 0(6)                 | 2. Dezember 1980   | 5         | 0         | 0           | 0               | 0          |           |           |
| 18                     | Jessica Samuelsson  | Linköpings FC           | 011 0(0)                 | 30. Januar 1992    | 4         | 0         | 0           | 0               | 0          |           |           |
| 03                     | Stina Segerström    | Kopparbergs/Göteborg FC | 057 0(3)                 | 17. Juni 1982      | 0         | 0         | 0           | 0               | 0          |           |           |
| 06                     | Sara Thunebro       | Tyresö FF               | 112 0(5)                 | 26. April 1979     | 5         | 0         | 0           | 0               | 0          |           |           |
| Mittelfeldspielerinnen |                     |                         |                          |                    |           |           |             |                 |            |           |           |
| 07                     | Lisa Dahlkvist      | Tyresö FF               | 075 0(9)                 | 6. Februar 1987    | 5         | 0         | 0           | 0               | 0          |           |           |
| 11                     | Antonia Göransson   | 1. FFC Turbine Potsdam  | 040 0(7)                 | 16. September 1990 | 4         | 0         | 0           | 0               | 0          |           |           |
| 20                     | Marie Hammarström   | Kopparbergs/Göteborg FC | 040 0(5)                 | 29. März 1982      | 5         | 1         | 0           | 0               | 0          |           |           |
| 10                     | Sofia Jakobsson     | FC Chelsea              | 035 0(5)                 | 23. April 1990     | 4         | 0         | 0           | 0               | 0          |           |           |
| 13                     | Emmelie Konradsson  | Umeå IK                 | 08 0(0)                  | 9. April 1989      | 1         | 0         | 0           | 0               | 0          |           |           |
| 19                     | Elin Magnusson      | KIF Örebro              | 01 0(0)                  | 2. Juni 1982       | 0         | 0         | 0           | 0               | 0          |           |           |
| 17                     | Caroline Seger      | Tyresö FF               | 112 (14)                 | 19. März 1985      | 5         | 0         | 0           | 0               | 0          |           |           |
| 15                     | Therese Sjögran     | LdB FC Malmö            | 185 (19)                 | 8. April 1977      | 2         | 0         | 0           | 0               | 0          |           |           |
| Angreiferinnen         |                     |                         |                          |                    |           |           |             |                 |            |           |           |
| 09                     | Kosovare Asllani    | Paris Saint-Germain     | 055 (12)                 | 29. Juli 1989      | 5         | 1         | 0           | 0               | 0          |           |           |
| 23                     | Jenny Hjohlman      | Umeå IK                 | 02 0(0)                  | 13. Februar 1990   | 1         | 0         | 0           | 0               | 0          |           |           |
| 14                     | Josefine Öqvist     | Kristianstads DFF       | 078 (20)                 | 23. Juli 1983      | 5         | 2         | 0           | 0               | 0          |           |           |
| 08                     | Lotta Schelin       | Olympique Lyon          | 126 (59)                 | 27. Februar 1984   | 5         | 5         | 0           | 0               | 0          |           |           |
| 22                     | Olivia Schough      | Kopparbergs/Göteborg FC | 06 0(0)                  | 11. März 1991      | 1         | 0         | 0           | 0               | 0          |           |           |

## EM-Endrunde
Schweden traf in der Vorrundengruppe A auf Dänemark, Italien und Finnland. Zwar konnten die Gastgeberinnen erstmals das Auftaktspiel der Gruppenphase nicht gewinnen, durch zwei Siege in den beiden folgenden Spielen setzten sich die Gastgeberinnen aber souverän als Gruppensieger durch und trafen dann im Viertelfinale auf Island, den Gruppendritten der Gruppe B, gegen den mit 4:0 gewonnen wurde. Im Halbfinale traf die schwedische Mannschaft zum fünften Mal bei einer EM-Endrunde auf Deutschland und wie die vier vorherigen Partien wurde auch diese verloren. Die schwedischen Spielerinnen Lotta Schelin und Nilla Fischer erhielten als beste Torschützinnen den Goldenen und Silbernen Schuh.

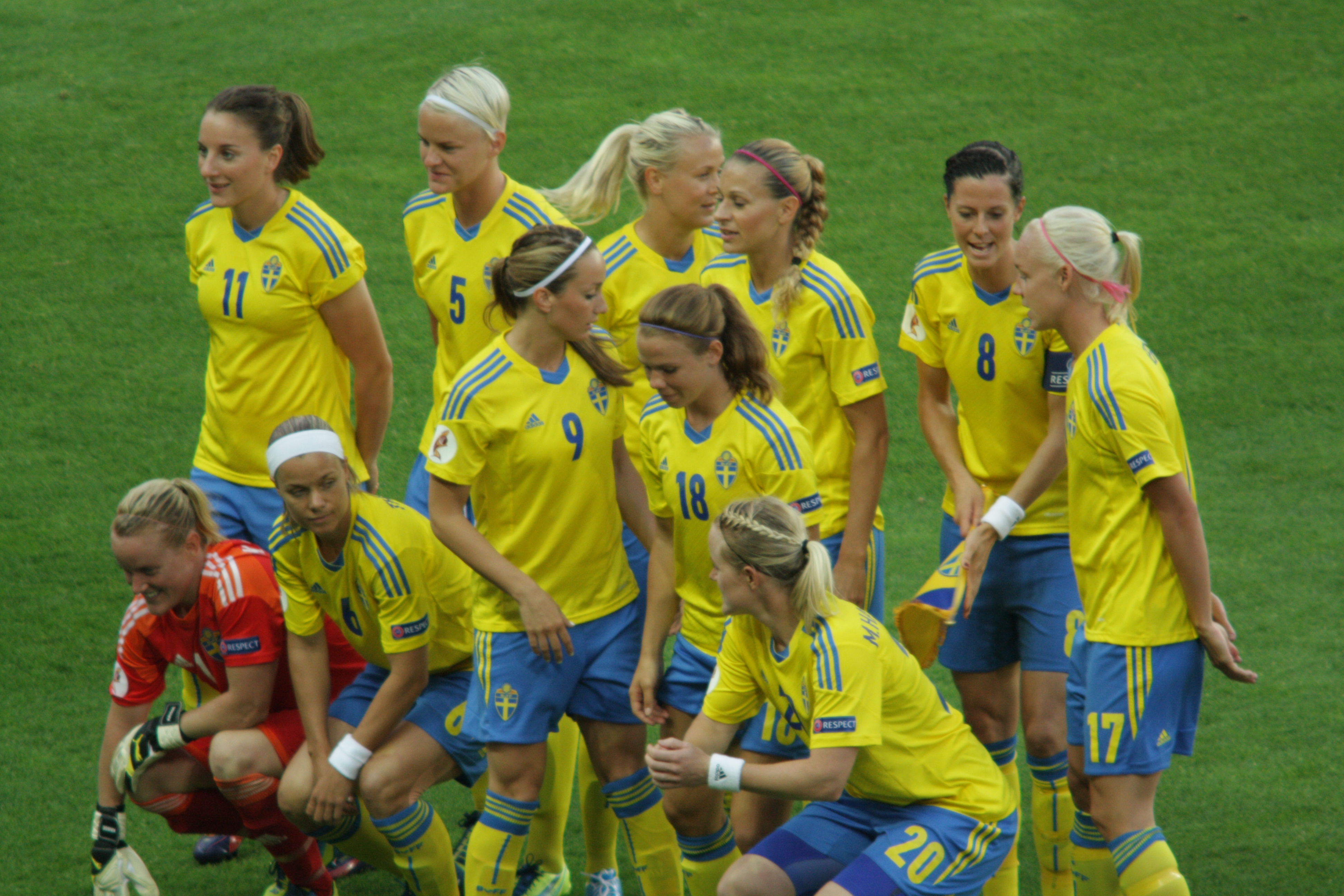
Die schwedische Mannschaft vor dem EM-Halbfinalspiel gegen Deutschland am 24. Juli 2013

| Pl. | Land     | Sp. | S | U | N | Tore    | Diff. | Punkte |
| --- | -------- | --- | - | - | - | ------- | ----- | ------ |
| 1.  | Schweden | 3   | 2 | 1 | 0 | 009:200 | +7    | 07     |
| 2.  | Italien  | 3   | 1 | 1 | 1 | 003:400 | −1    | 04     |
| 3.  | Dänemark | 3   | 0 | 2 | 1 | 003:400 | −1    | 02     |
| 4.  | Finnland | 3   | 0 | 2 | 1 | 001:600 | −5    | 02     |

### Gruppenspiele
| Mittwoch, 10. Juli 2013, 20:30 Uhr in Göteborg |   |          |           |
| Schweden                                       | – | Dänemark | 1:1 (1:1) |
| Samstag, 13. Juli 2013, 20:30 Uhr in Göteborg  |   |          |           |
| Finnland                                       | – | Schweden | 0:5 (0:3) |
| Dienstag, 16. Juli 2013, 20:30 Uhr in Halmstad |   |          |           |
| Schweden                                       | – | Italien  | 3:1 (0:0) |

### K.o.-Runde
| Sonntag, 21. Juli 2013, 15:00 Uhr in Halmstad  |   |             |           |
| Schweden                                       | – | Island      | 4:0 (3:0) |
| Mittwoch, 24. Juli 2013, 20:30 Uhr in Göteborg |   |             |           |
| Schweden                                       | – | Deutschland | 0:1 (0:1) |